# 杰西斯·罗宾逊
詹西丝·玛丽·罗宾逊 OBE，ComMA，MW（英語：Jancis Mary Robinson；1950年4月22日—）是一名英国葡萄酒评论家、记者，获葡萄酒大师头衔。 

## 生平
罗宾逊出生于坎布里亚郡卡莱尔，在牛津大学圣安妮学院学习数学和哲学，大学毕业后进入汤姆森旅游集团从事营销工作。
她于1975年12月1日成为《Wine & Spirit》杂志助理编辑，开始写葡萄酒评论，1984年，她成为葡葡萄酒大师。1995年到2010年，她担任英國航空的葡萄酒顾问，负责监督 BA Concorde酒窖的酒品。 
《醇鉴》称她为“世界上最受尊敬的葡萄酒评论家和记者”。她主编了畅销书《牛津葡萄酒指南》，其第一版于1994年出版。此外，休·约翰逊和罗宾逊的《世界葡萄酒地图》也享有不错的声誉。
她拥有开放大学的荣誉博士学位。她曾与羅伯特·派克就2003年份柏菲酒庄的酒的发生争论，但其实二人关系非常融洽。
2018年，她出现在电影《侍酒师3》中。

## 头衔
- 英国大英帝國勳章官佐勋章（2003）
- 法国农业功勋勋章（2010）[11] [12]
- 葡萄牙企业家功绩勋章（农业功绩类别，2011） [13]